# 7530 Mizusawa
7530 Mizusawa (1994 GO1) là một tiểu hành tinh vành đai chính được phát hiện ngày 15 tháng 4 năm 1994 bởi K. Endate ở Kitami.